# Mōtsū-ji
Le nom Mōtsū-ji (毛越寺) désigne un temple bouddhiste de la secte Tendai situé à Hiraizumi ainsi que la zone historique avoisinante, qui contient les ruines de deux autres temples plus anciens, l'Enryū-ji (圓隆寺) et le Kashō-ji (嘉祥寺) dans un jardin Jōdo (Terre pure). L'actuel temple, construit au XVIIIe siècle, est sans relation avec les anciens temples situés à cet emplacement. En juin 2011, le Mōtsū-ji est inscrit sur la liste du patrimoine mondial de l'UNESCO au titre de « sites et monuments historiques de Hiraizumi ».

## Histoire
Avant le XIIe siècle, cette zone est apparemment connue sous le nom de Mōtsū, ou Kegosu est une lecture alternative des caractères chinois 毛越. Ces caractères signifient « poil » et « limite » et renvoient à la frontière entre le Japon et le « peuple velu » Emishi au-delà. En d'autres termes, ce terme à une époque désigne la limite nord du Japon.
Au milieu du XIIe siècle, Fujiwara no Motohira, deuxième seigneur Ōshū Fujiwara, établit ici un temple appelé l'Enryū-ji. Il est également possible que Fujiwara no Kiyohira, père de Motohira, ait construit un Enryū-ji plus tôt sur ce site avant de mourir en 1128. Si tel est le cas, il est supposé que ce temple original a été consumé par le feu peu après son achèvement durant la guerre de succession entre Motohira et son frère Koretsune. Le temple construit par Motohira vers 1150 aurait alors été une copie du temple de son père.

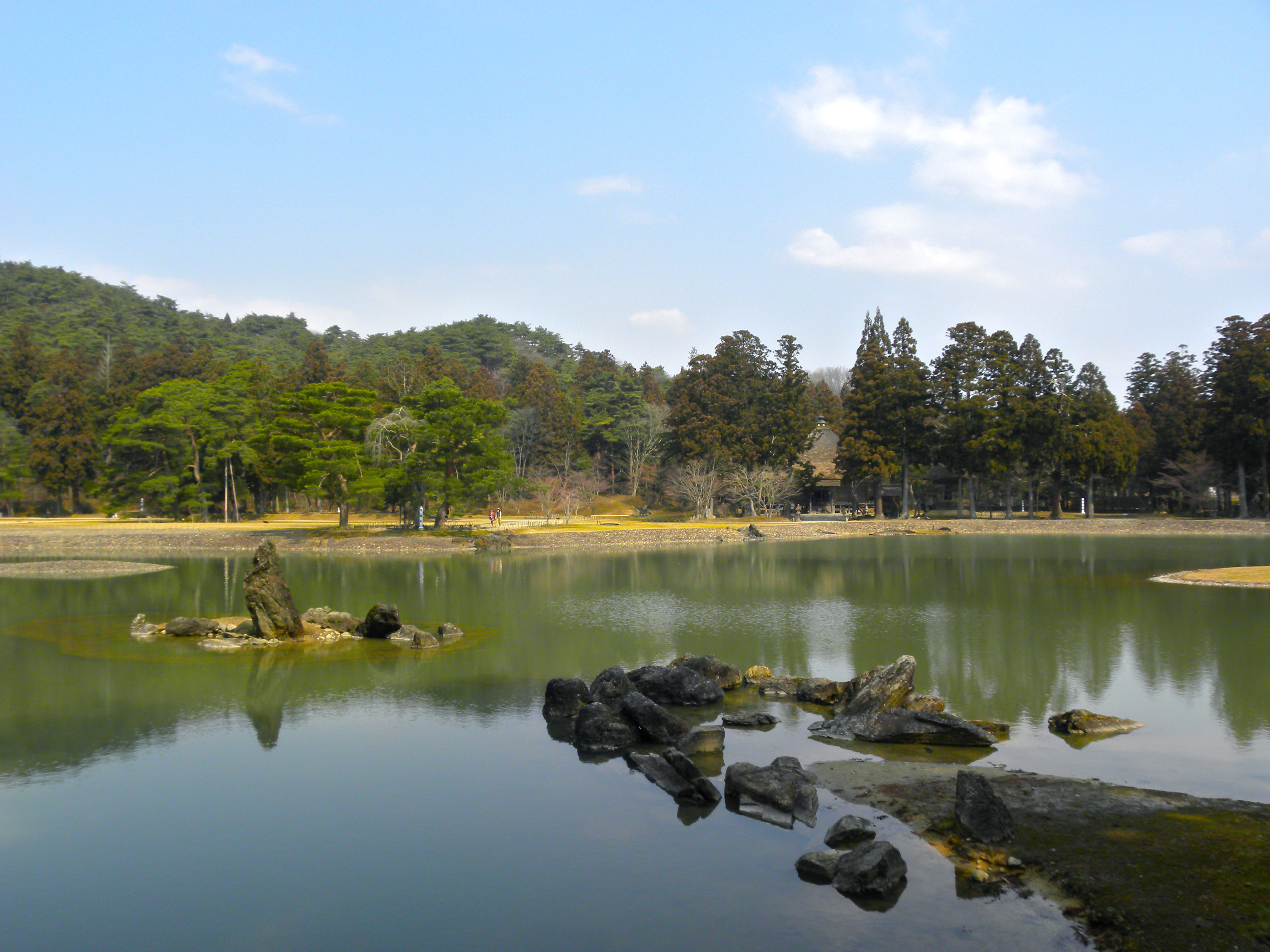
Le lac devant le Enryū-ji s'appelle l'Oizumi-ga-ike. Les roches sont disposées de façon à représenter la côte rocheuse d'Iwate. L'unique cerisier marque l'emplacement de la tour du Enryū-ji.

L'Enryū-ji de Motohira devait être impressionnant à tous égards. Le bâtiment principal abrite une monumentale statue de Yakushi, le Bouddha guérisseur, avec de non moins monumentales statues des douze Généraux célestes (Jūni shinshō). Sculptées par Unkei, elles possèdent des yeux de cristal, ce qui à l'époque constitue une innovation. La salle elle-même est peinte de couleurs vives et décorée avec des bois précieux, de l'or, de l'argent et des bijoux. Le temple principal est entouré d'autres bâtiments dont une salle de conférence, une salle de circumambulation, une porte principale à un étage, un shōrō (beffroi) et un garde-sūtra. La plaquette portant le nom du temple est écrite par Fujiwara no Tadamichi (藤原忠通) et les feuillets des poèmes ornementaux par Fujiwara no Norinaga.
Une fois que l'Enryū-ji est achevé, Motohira ordonne qu'une copie fidèle soit construite à côté, c'est le Kashō-ji. Mais il ne vit pas assez longtemps pour voir ce second temple achevé. C'est son fils et héritier, Hidehira, qui accomplit cette tache. Le Kashō-ji contient également une monumentale statue de Yakushi mais les murs sont décorés de peintures illustrant le Sūtra du Lotus.
À l'apogée de sa splendeur, le Mōtsū-ji aurait compté 40 pagodes et 500 monastères. Mais tout brûle en novembre 1226 et n'est jamais reconstruit.

## Aujourd'hui
Aujourd'hui, l'étang est préservé tel qu'il était il y a huit cents ans mais aucun des bâtiments originaux n'existe aujourd'hui et aucun n'a été reconstruit. Le nouveau Mōtsū-ji se trouve en face du site du XIIe siècle, à cheval sur ce qui était autrefois la rue Kuramachi. Il y a à présent de belles plantations de cerisiers, d'iris, de lotus, de buissons de trèfle et d'érables. Divers festivals sont organisés toute l'année. Directement à l'est à travers l'ancienne frontière, l'épouse de Motohira a construit le Kanjizaiō-in.

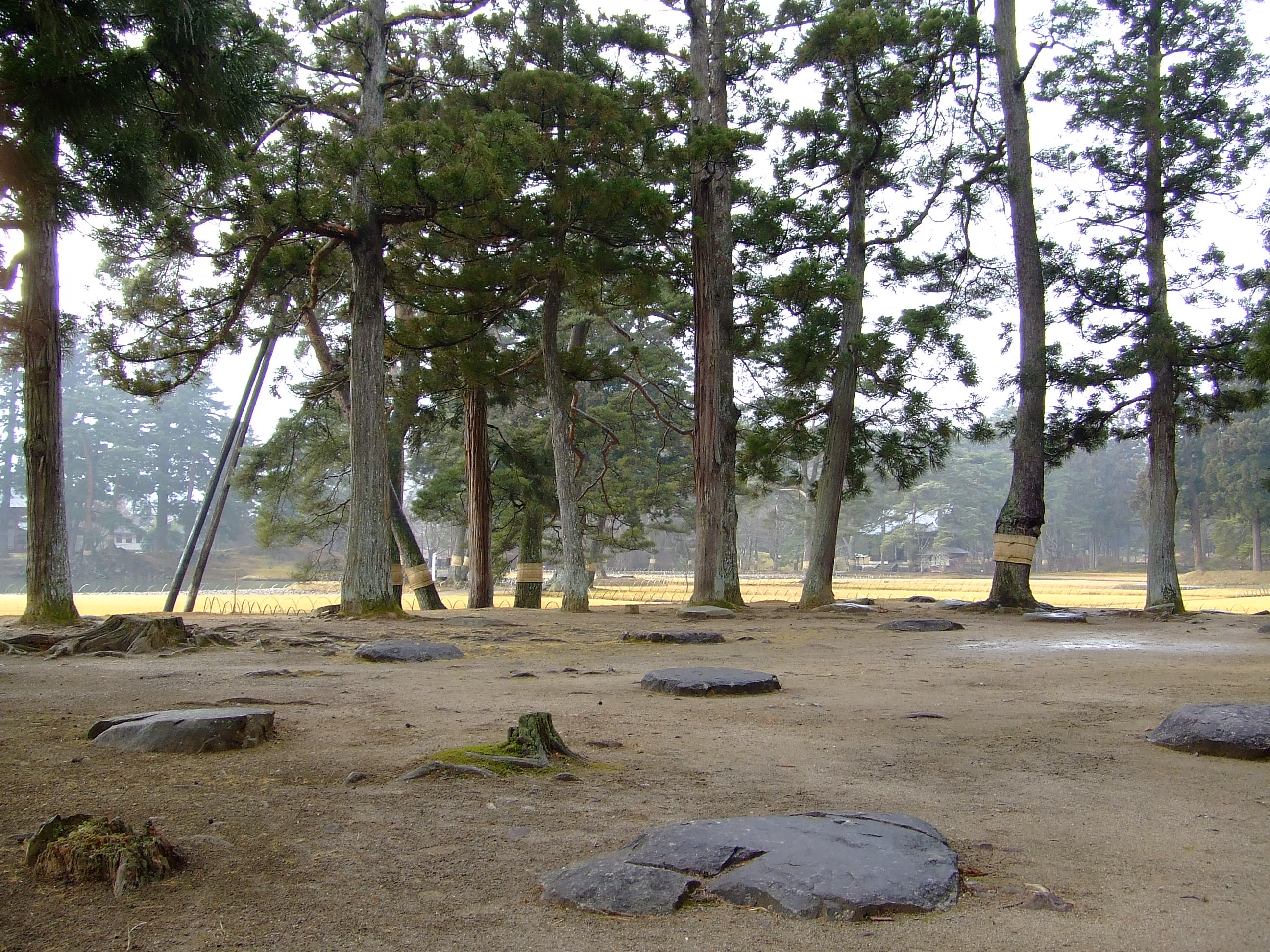
Les ruines du Enryū-ji.

Parmi les événements annuels, on compte :
- 20 janvier : festival de la 20e nuit Jogyodo et danse d'Ennen no mai,
- 1er-5 mai : festival Fujiwara du printemps et danse d'Ennen no mai,
- 20 juin-10 juillet : Ayame matsuri (festival des iris),
- 16 août : Daimonji matsuri (festival du feu de joie),
- 15-30 septembre : Hagi matsuri (festival du trèfle japonais),
- 1er-3 novembre : festival Fujiwara de l'automne et danse d'Ennen no mai.

## Source de la traduction
- (en) Cet article est partiellement ou en totalité issu de l’article de Wikipédia en anglais intitulé « Mōtsū-ji » (voir la liste des auteurs).